# المناجاة الشعبانية
المناجاة الشعبانية هي مناجاة مروية عن علي بن أبي طالب ومن الأئمة من أبنائه وكانوا يواظبون علي قرائته في شهر شعبان. تحظي هذه المناجاة بأهمية خاصة عند الشيعة وهم يواظبون علي قرائتها في شهر شعبان المعظّم اتباعا لأئمّتهم الاثني عشر.

## سبب تسميتها بالمناجاة
قد عرف هذا الدعاء «بالمناجاة» لخصوصية فيه، فالمناجاة من النجوى وهي الحديث عن قرب، فالمدعو قريب المسافة عند الداعي، وهذا ما يشير إلى الخصوصية الروحية حينئذ التي تلازمها المعرفة بالمدعو. والنجوى أيضاً بمعنى التناجي وهي المسارة، فإذا ناجى العبد ربه فقد دعاه سراً لأن الله تعالى معية علمية ووجودية مع كل شيء فيحيط به.

## سندها
رواها السيد ابن طاووس كما ذكر المجلسي بسند معتبر عن الحسين بن خالويه، عن علي ابن أبي طالب وذكرت أيضاً في الصحيفة العلوية.

## محاور المناجاة
إن الأفكار الأساسية في المناجاة الشعبانية تدور حول أمور ثلاثة:
- الاعتراف بالذنب والتقصير في جنب الله: وهو معنى يتكرر بلا ملل وفي انسياب روحي تنفعل له النفس ويتعزز فيها هذا الإحساس مرة بعد أخرى:[8]
  - وَإِن كانَ قَد دَنَا أَجَلِي وَلَم يدنِنِي مِنك عَمَلِي فَقَد جَعَلتُ الإِقرَارَ بِالذَّنبِ إِلَيك وَسِيلَتِي.
  - إِلَهِي تَوَلَّ مِن أَمرِي مَا أَنتَ أَهلُهُ، وَعُد عَلَيّ بِفَضلِك عَلَى مُذنِبٍ قَد غَمَرَهُ جَهلُهُ.
  - إِلَهِي وَقَد أَفنَيتُ عُمُرِي فِي شِرَّةِ السَّهوِ عَنك، وَأَبلَيتُ شَبَابِي فِي سَكرَةِ التَّبَاعُدِ مِنك.
- العودة والأوبة إليه تعالى: إذ لا ملجأ منه إلا إليه. وهنا يشعر الداعي والمناجي أن اللغة قد تبدلت من الألم والحسرة والإحساس بالسقوط، إلى الحماسة والحياة الجديدة والاستبشار أمام التفضل والرحمة الإلهية التي وسعت كل شيء:[8]
  - إِلَهِي انظُر إِلَيّ نَظَرَ مَن نَادَيتَهُ فَأَجَابَك وَاستَعمَلتَهُ بِمَعُونَتِك فَأَطَاعَك، يا قَرِيبا لا يبعُدُ عَنِ المُغتَرِّ بِهِ وَيا جَوَادا لا يبخَلُ عَمَّن رَجَا ثَوَابَهُ، إِلَهِي هَب لِي قَلبا يدنِيهِ مِنك شَوقُهُ وَلِسَانا يرفَعُ إِلَيك صِدقُهُ وَنَظَرا يقَرِّبُهُ مِنك حَقُّهُ.
  - إِلَهِي إِنَّ مَن تَعَرَّفَ بِك غَيرُ مَجهُولٍ وَمَن لاذَ بِك غَيرُ مَخذُولٍ وَمَن أَقبَلتَ عَلَيهِ غَيرُ مَملُوك.
- السعي إلى معرفة الله تعالى: السعي إلى معرفته تعالى بالمعرفة القلبية بعد إذعان العقل وتصديقه بالحقيقة القدسية المهيمنة على الوجود. ولا مجال لحصول هذه المعرفة التي تصير الإنسان ولياً والهاَ وعاشقاً لربه إلا عن طريق القلب الذي يضيئه الإيمان الصادق، فينقطع إليه لما يراه من العظمة، وكلما التمس خيراً وجد خيرات، فلا يعود لديه مطمع إلا التوغل فيساحة القدس، وهي مقامات العارفين والأولياء الذين يتحفهم الله تعالى بأسراره كلما عملوا في مرضاته[8]، لكن ذلك كله لابد وأن يبدأ باليقظة والانتباه من الغفلة والخروج عن الاستخفاف بالأمر الهي الذي هو مدعاة لكل ذنب.[8]
  - إلهي إن أنامتني الغفلة عن الاستعداد للقائك، فقد نبّهتني المعرفة بكرم آلائك

## أقوال العلماء فيها
يقول العالم الشيعي الميرزا جواد الملكي التبريزي عنها: «والمناجات الشعبانية معروفة، وهي مناجاة عزيزة على أهلها، يحبونها ويستأنسون بشعبان من أجلها، بل ينتظرون مجيئ شعبان ويشتاقون إليه من أجلها وفي هذه المناجاة علوم جمة في كيفية تعامل العبد مع الله جل جلاله، وبيان وجوه الأدب التي ينبغي أن نلتزمها ونتأدّب بها عندما نسأل الله تعالى حوائجنا، وندعوه سبحانه ونستغفره... وهذه المناجاة من مهمات أعمال هذا الشهر بل للسالك أن لا يترك قراءة بعض فقراتها على مدار السنة... إن هذه المناجاة مناجاة جليلة ونعمة عظيمة من بركات آل محمد يعرف قدر عظمتها من كان له قلب أو ألقى السمع وهو شهيد».
قال القائد الإيراني السيد علي الحسيني الخامنئي: يا أعزّائي! ويا أبنائي! أيّها الشباب الأعزّاء! اغْتَنِموا هذه الأيّام القلائل(أيام الشعبان)، سَلُوا الله تعالى، ويَمِّمُوا قلوبَكم النقيّة نحوه وكلِّموه. وليس مِن لُغة خاصّة للحديث مع الله جلَّ وعلا، غير أنّ أئمَّتنا المعصومين - الذين ارتَقُوا مراتِب القُرْبِ إلى الله واحدةً تلو الأخرى- قد كلّموا الله بِألْسِنَة مُتميّزة وعلَّمونا سبيل التكلُّم مع الله سبحانه، فهذه المناجاة الشعبانيّة والأدعية الواردة في شهرَيْ رجب وشعبان بمضامينها الراقية، وهذه المعارف الرقيقة والنورانيّة والتعابير الرائعة الإعجازيّة، هذه كلّها وسيلة لنا لِغَرض الدعاء. وقال حول بعض عبارات المناجاة: «إلهي هب لي كمال الإنقطاع إليك، وأنر أبصار قلوبنا بضياء نظرها إليك» أي أللَّهمَّ اجعلني دائم الإتصال والارتباط بك، وأَدخِلني في حريم عزّك وشأنك، وأَنِر بصيرة فؤادي بحيث تَقوى على النَّظر إليك.«حتّى تَخرق أبصارُ القلوب حُجُبَ النُّور» فيَقدر بَصَري على اختراق الحُجُب النوارنيّة كافَّة ويَجتازها، حتّى يَصل إليك، لِيَراك ويَدعوك. إنّ بعض الحُجُب حُجُبٌ ظُلمانيّة. الحُجُب التي نَتكبَّل بها نحن ونَقَع في أَسْرها ونَتشبّث بها - حِجاب الشُّهرة، حِجاب البطن، حِجاب الحَسَد، وحِجاب التمنّيات - إنَّما هي حُجُبٌ ظُلمانيّة وحيوانيّة، بَيْدَ أنّ ثمَّة حُجُباً أخرى تَعترض الذين يَتخلّصون من هذه الحُجُب وهي الحُجُب النُّورانيّة. فانظروا كم هو سامٍ وراقٍ العُبور من هذه الحُجُب بالنسبة للإنسان. إنَّ أيّ شعب يأنس هذه المفاهيم، ويُورِدُ فؤادَه هذه الرِّحاب، ويُركِّزُ مسيرته وِفْق هذا الميزان، سَيَمضي قُدُماً وتَتصاغَر أمام عينيه الجبال.
وقال المحدث الشيعي الشيخ القمي: وهذه مناجاة جليلة القدر منسوبة إلى أئمتنا مشتملة على مضامين عالية ويحسن أن يدعى بها عند حضور القلب متى ما كان.
وقال السيد روح الله الموسوي الخميني: جميع المسائل التي أوردها العرفاء في كتبهم المبسوطة أو رووها موجودة في عدة كلمات من المناجاة الشعبانية.

## الوصلات الخارجية
- استمع لصوت المناجاة الشعبانية بأصوات مختلفة
- نص المناجاة